# Felix Wissowa
Felix Wissowa (* 10. Januar 1866 in Breslau; † 13. September 1917 in Berlin) war ein deutscher Historiker und Bibliothekar.
Felix Wissowa, der Enkel des Breslauer Gymnasialdirektors August Wissowa, studierte nach dem Besuch des Gymnasiums Geschichte an der Universität Breslau und wurde am 15. März 1889 mit der Dissertation Politische Beziehungen zwischen England und Deutschland bis zum Untergang der Staufer promoviert. Seine Promotionsschrift widmete er seinem älteren Bruder Georg Wissowa (1859–1931), der zu dieser Zeit als außerordentlicher Professor für Klassische Philologie an der Universität Marburg wirkte.
Nach dem Studium arbeitete Wissowa einige Jahre für Dietrich Schäfer, den er bei der Herausgabe der Hanserezesse unterstützte. Der Versuch seines Bruders, ihn unter Vermittlung von Theodor Mommsen eine Arbeitsstelle bei den Monumenta Germaniae Historica zu verschaffen, schlug fehl. Vom 1. März 1893 bis 1897 war Wissowa Hilfsarbeiter in der städtischen Bibliothek in Aachen und erstellte einen Index für die ersten zwanzig Bände der Märkischen Forschungen. Von 1898 bis 1900 war er in Leipzig Hilfsarbeiter an der Bibliothek des Reichsgerichts, danach bei der Redaktion des Brockhaus-Lexikons beschäftigt. 1903 erhielt Wissowa eine Stelle als Bibliothekar an der Handelskammer zu Berlin, deren Bestände er in gedruckten Katalogen vorlegte.

## Schriften (Auswahl)
- Politische Beziehungen zwischen England und Deutschland bis zum Untergang der Staufer, Breslau 1889
- Register A. zu den 'Märkischen Forschungen' Bd. 1-20; B. zu den 'Forschungen zur Brandenburgischen und Preußischen Geschichte' Bd. 1-10, in: Forschungen zur Brandenburgischen und Preußischen Geschichte, Band 10, Leipzig 1898
- Katalog der Bibliothek der Handelskammer zu Berlin, Berlin
  - Band 1: Rechtswissenschaft, 1912
  - Band 2, 1: Volkswirtschaftslehre, Geschichte und Theorie, 1914